# Bispinolakis longicauda
Bispinolakis longicauda är en insektsart som beskrevs av Sigfrid Ingrisch 1998. Bispinolakis longicauda ingår i släktet Bispinolakis och familjen vårtbitare. Inga underarter finns listade i Catalogue of Life.